# William Simpson
Ne doit pas être confondu avec William H. Simpson.
Pour les articles homonymes, voir Simpson.
William Simpson est un artiste et correspondant de guerre britannique né le 28 octobre 1823 à Glasgow et mort le 17 août 1899 à Willesden.

## Biographie
Né à Glasgow, Simpson fut envoyé vivre chez sa grand-mère à Perth et ne reçut qu'une faible éducation. En 1835, il intégra un cabinet d'architecture et se découvrit une passion pour l'art qui le fit remarquer par un graveur de Glasgow. Durant son apprentissage, il réalisa des dessins des vieux bâtiments de la ville qui furent publiés en 1848. Simpson s'installa peu après à Londres et au déclenchement de la guerre de Crimée, il fut envoyé sur place par le cabinet Colnaghi & Son. Il resta en Crimée de novembre 1854 jusqu'au départ des troupes britanniques en 1856.
Ses employeurs l'envoyèrent en Inde lors de la rébellion indienne de 1857 et il y resta trois années durant lesquelles il visita tout le sous-continent et même le Tibet. Revenu en Grande-Bretagne, il consacra quatre années à la finalisation de ses esquisses mais les 250 dessins qu'il réalisa furent saisies lors de la faillite du cabinet qui l'employait. Dépité, il rencontra William Ingram, l'éditeur de l'Illustrated London News avec qui il développa une longue amitié. 
Envoyé en Russie à l'occasion du mariage du prince Alexandre et de Dagmar de Danemark, il se rendit ensuite en Palestine puis accompagna l'expédition britannique en Éthiopie de 1868.
En 1870, il rejoignit la France alors en guerre contre la Prusse et se rendit sur le front près de Metz où il fut brièvement arrêté pour espionnage. Malade, il rentra en Grande-Bretagne à l'automne mais il revint l'année suivante et réalisa des dessins de la Commune de Paris. 
En 1872, il fut envoyé en Chine pour couvrir le mariage de l'empereur Tongzhi puis continua au Japon et traversa le Pacifique jusqu'aux États-Unis. 
À peine revenu en Grande-Bretagne, il accompagna la visite du prince de Galles en Inde et réalisa des dessins des fouilles de l'archéologue Heinrich Schliemann sur le site de la ville de Troie en 1877. 
Deux années plus tard, Simpson couvrit la seconde guerre anglo-afghane puis accompagna la délégation britannique devant définir la frontière entre l'Afghanistan et l'Inde britannique. 
Il s'installa ensuite à Willesden en 1885 et se consacra à l'écriture ; il mourut le 17 aout 1899.

## Œuvres et publications choisies

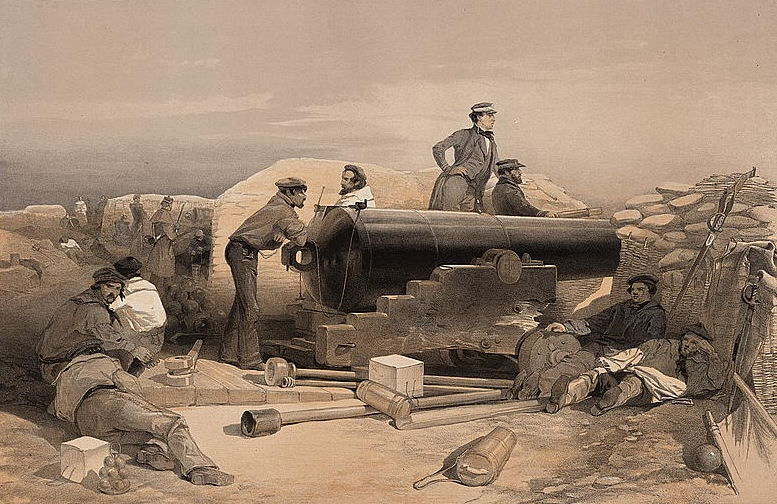
Artillerie britannique durant le siège de Sébastopol (1854)
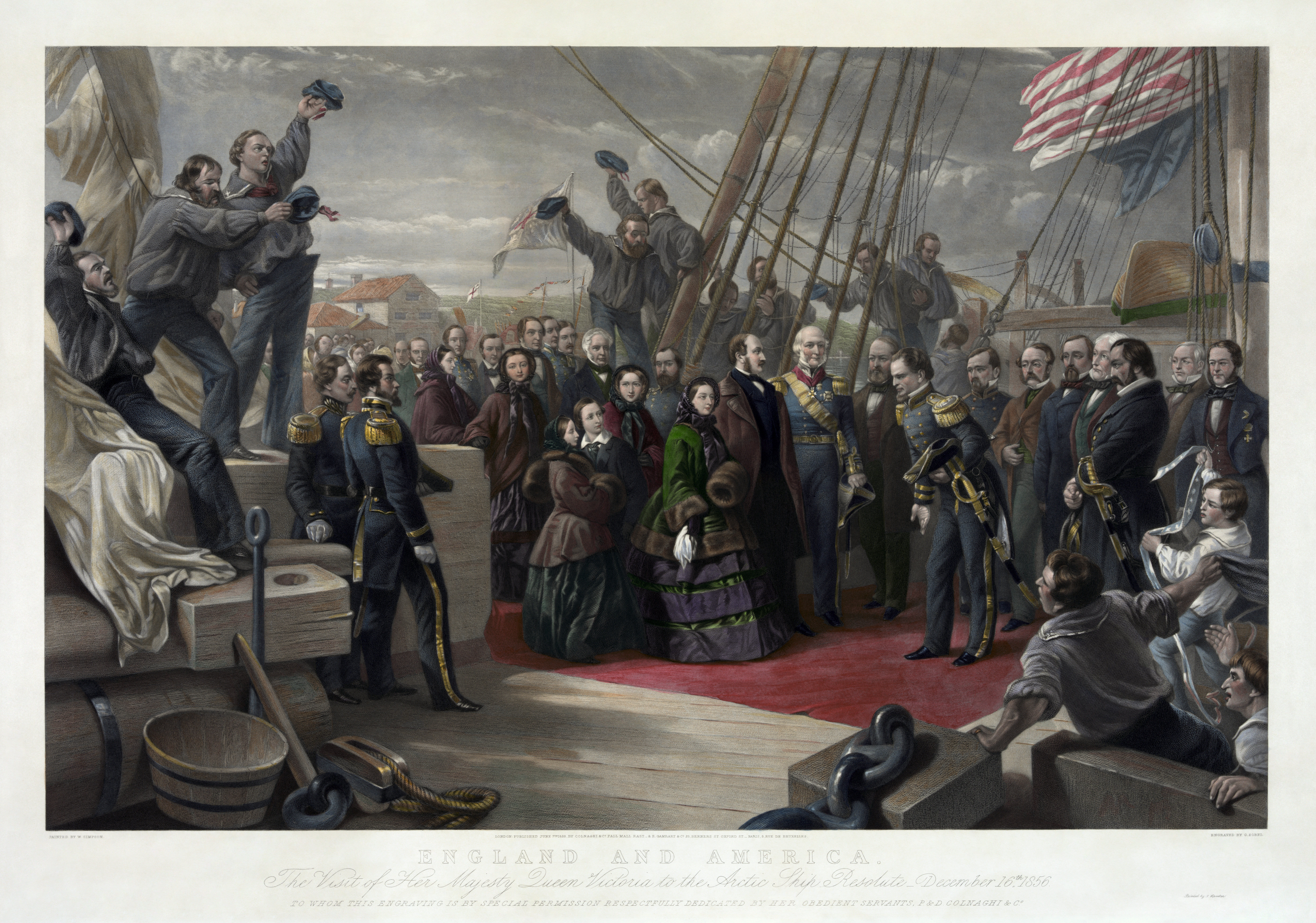
Visite de la reine Victoria à bord du HMS Resolute (1859)
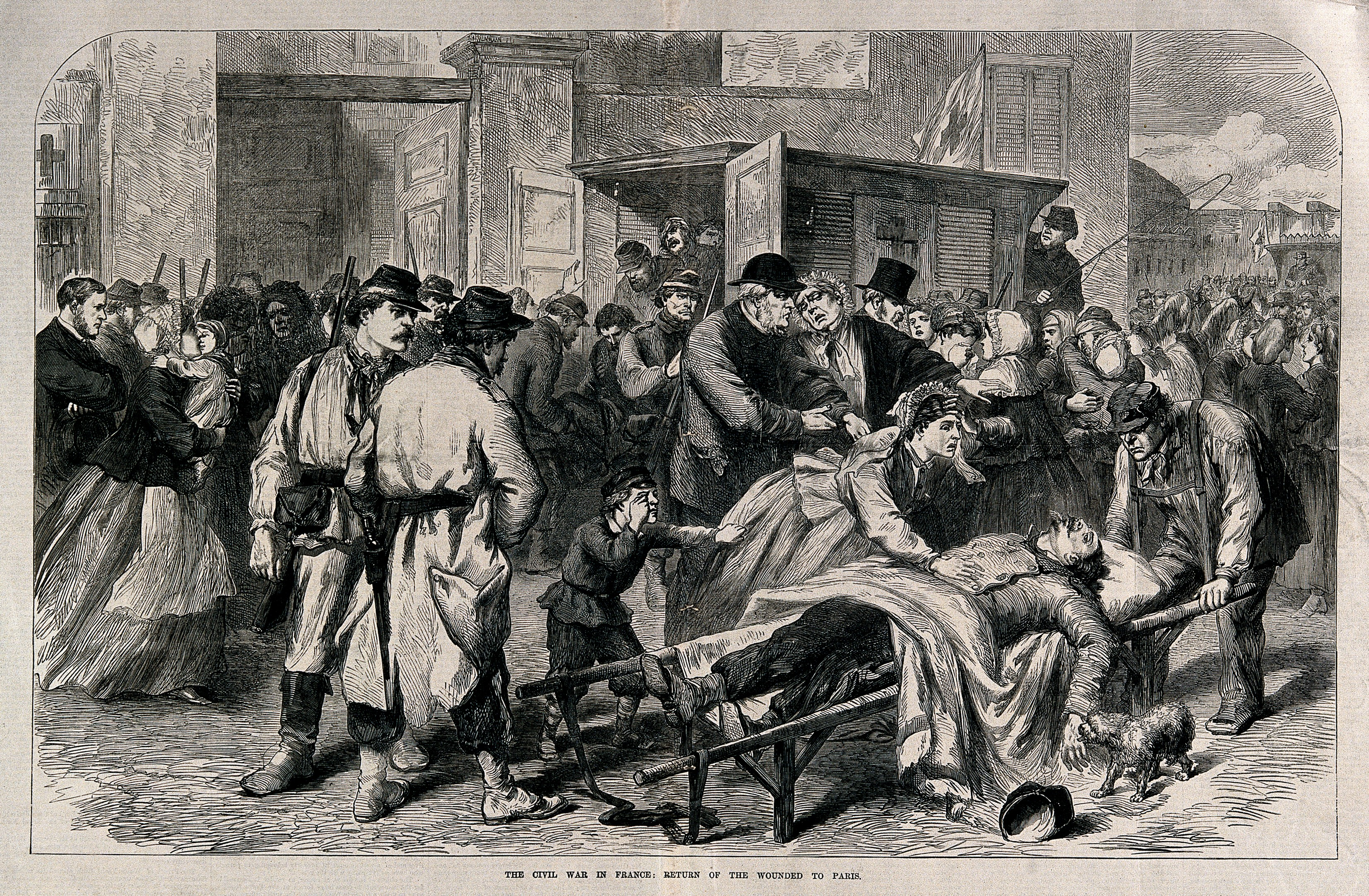
Épisode de la guerre franco-allemande (1871)
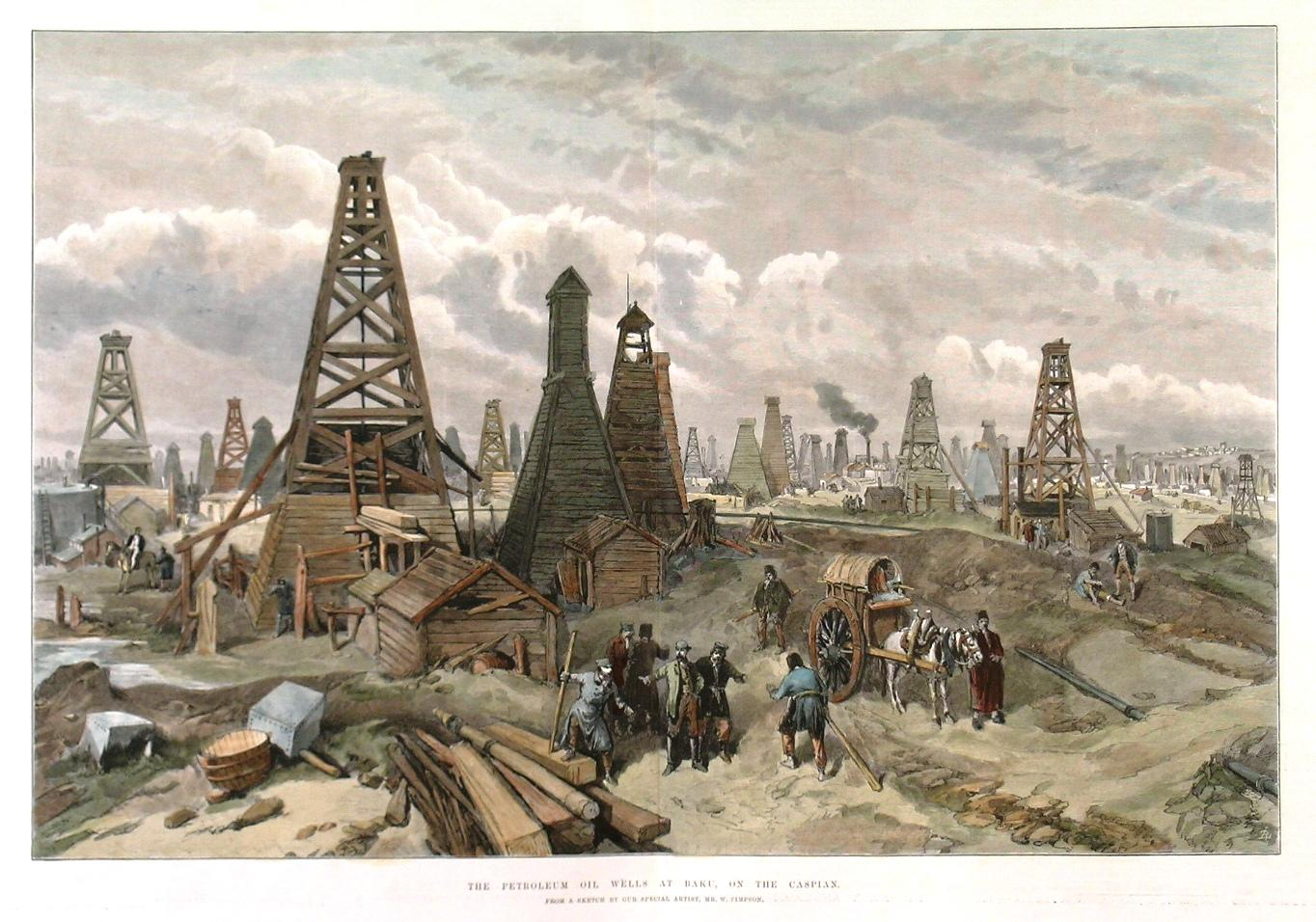
Puits de pétrole de Bakou (1886)

- (en) G. Brackenbury et William Simpson, The campaign in the Crimea : an historical sketch, Londres, P. & D. Colnaghi, 1855 (lire en ligne)
- (en) William Simpson, « An artist's jottings in Abyssinia », Good Words,‎ 1er octobre 1868, p. 605-613 (lire en ligne)
- (en) William Simpson, « Jerusalem », Society for Biblical Archaeology,‎ 1872, p. 310-327 (lire en ligne)
- (en) William Simpson, Meeting the Sun : a Journey all round the World through Egypt, China, Japan and California, including an account of the marriage ceremonies of the emperor of China, Londres, Longmans, Green, Reader, and Dyer, 1874 (lire en ligne)
- (en) William Simpson, The Jonah Legend, Londres, Grant Richards, 1899 (lire en ligne)
- (en) William Simpson et G. Eyre-Todd (éditeur), The Autobiography of William Simpson, Londres, T. F. Unwin, 1903 (lire en ligne)